# Clubiona hundeshageni
Clubiona hundeshageni är en spindelart som beskrevs av Embrik Strand 1907. Clubiona hundeshageni ingår i släktet Clubiona och familjen säckspindlar. Inga underarter finns listade i Catalogue of Life.